# Кутузово (Выборгский район)
Кутузово (до 1948 — Лаутала, фин. Lautala) — упразднённый посёлок на территории Селезнёвского сельского поселения Выборгского района Ленинградской области.

## Название
Согласно постановлению общего собрания колхозников колхоза «им. Кутузова» зимой 1948 года деревня Лаутала получила новое название — Кутузово.

## История
- Деревня Лаутала на финской карте 1923 года

До 1939 года деревня Лаутала входила в состав волости Нуямаа Выборгской губернии Финляндской республики.
Согласно административным данным 1966 года посёлок Кутузово в составе Выборгского района не значился.

## География
Посёлок располагался в западной части района на автодороге 41К-462 (подъезд к пос. Кутузово).
Посёлок находился на левом берегу реки Селезнёвка.